# Artaíctes
Artaíctes (en griego antiguo: Ἀρταΰκτης, ?-479 a. C.) fue un noble persa hijo de Querasmis, gobernador de Sesto, ciudad del Quersoneso tracio. Es el personaje con cuya biografía cierra Heródoto sus Historias.
En el año 480 a. C., durante la segunda invasión persa de Grecia fue el general de los contingentes macrones y mosinecos del gran ejército de Jerjes. Además, había sucedido a su padre como gobernador de Sesto, donde ejercía un poder tiránico. Allí fue asediado y capturado por los atenienses que habían vencido a los persas en la batalla de Mícala y, a ruegos de la población local, terminó su vida empalado o crucificado.

## Antecedentes y contexto
La ciudad de Sesto estaba situada en la ribera europea del Helesponto, y era considerada la ciudad más importante del Quersoneso tracio. Entre esa ciudad y la vecina ciudad de Mádito existía un promontorio donde terminaban los dos puentes de barcas que mandó construir Jerjes para poder llevar su ejército desde Asia hasta Europa. Ambos puentes se originaban en Abido, ciudad situada enfrente, en la orilla asiática del Helesponto, y los ciudadanos de esta última ciudad eran los encargados de guardar y mantener operativos ambos puentes de barcas.
Tras la derrota final de las fuerzas terrestres y marítimas de Jerjes en las batallas de Platea y de Mícala, los persas y sus aliados supervivientes huyeron hacia el Quersoneso tracio, buscando pasar al Asia menor y refugiarse en territorio persa. También allí se desplazaron las naves griegas provenientes de Mícala, quienes se proponían destruir los puentes de barcas persas, aunque al llegar los encontraron ya destruidos. Puesto que había desaparecido el objetivo de la expedición, la armada griega se dividió: los peloponesios zarparon para sus ciudades, pero los atenienses, mandados por Jantipo, se quedaron para tratar de reconquistar el Quersoneso tracio. Este territorio había sido posesión de Atenas, al menos durante cuarenta años, desde que se estableció allí el primer Milcíades hasta la supresión de la revuelta jónica, en que fue conquistado por los persas, catorce años atrás.

## Gobernador despótico
Las fuerzas atenienses, ayudadas por los pobladores de origen griego hartos de los persas, sometieron a asedio a la ciudad de Sesto, gobernada por Artaíctes. Según Heródoto, Arctaíctes gobernaba Sesto y la satrapía europea de un modo despótico, siendo «un sujeto malvado, impío y engañador». Saqueó todos los tesoros del territorio que gobernaba, incluso los de los templos. Destruyó y profanó el templo del héroe Protesilao en la vecina ciudad de Elayunte que, alojando un oráculo, atesoraba valiosos regalos y exvotos.

## Asedio de Sesto
Siempre según Heródoto, Artaíctes fue pillado desprevenido cuando llegaron los griegos, y no había tomado las precauciones necesarias para soportar un asedio. Pero la ciudad era fuerte y supo resistir bastantes meses. En el lado griego había impaciencia, pues muchos de los atenienses también querían volver a su patria, como habían hecho los peloponesios, y pidieron a sus generales abandonar y regresar al Ática. Los generales, liderados por Jantipo, se negaron a hacerlo antes de que Sesto hubiera sido tomada o que la asamblea ateniense les ordenara taxativamente volver.
Tampoco en el interior de la plaza la situación era envidiable. Los víveres se agotaron hasta el punto de que los asediados cocían el cuero de las correas de las camas para alimentarse. Y cuando ese recurso se agotó, una noche los jefes persas huyeron, descolgándose por la muralla en el lado de la ciudad menos vigilada por los asediantes. A la mañana siguiente, los habitantes abrieron las puertas a los atenienses y les informaron de la huida de Artaíctes y los demás jefes persas.

## Captura y muerte
Los griegos persiguieron a Artaíctes y lo capturaron, junto con su hijo, antes de salir del Quersoneso, en Egospótamos. Artaíctes trató de comprar su libertad sobornando a sus captores, a quienes ofreció hasta trescientos talentos de plata. Pero la población local se opuso a dejar libre al tirano que les oprimía y exigieron de Jantipo y de los atenienses su ejecución. Esta se llevó a cabo en el promontorio cercano a Sesto donde estuvieron anclados los puentes de barcas. La ejecución fue de una crueldad más propia de persas que de griegos. Según Heródoto, Artaíctes fue clavado en una tabla de madera y dejado morir allí mientras veía como su hijo era lapidado hasta la muerte ante sus ojos.